# Djúpavogshreppur
Djúpavogshreppur es un municipio de Islandia. Se encuentra en la zona central de la región de Austurland y en el condado de Suður-Múlasýsla, a orillas del Océano Atlántico. 

## Territorio y población
Tiene un área de 1.133 kilómetros cuadrados y una población de 447 habitantes, según el censo de 2011, para una densidad de 0,33 habitantes por kilómetro cuadrado. El poblado de Djúpivogur es el más grande del condado, con 352 habitantes.